# Вялча
Вялча, Вільча — річка в Україні, на півночі Київської області. Ліва притока Іллі (басейн Дніпра). 

## Опис
Довжина 14 км (за вимірюванням на супутниковій карті, за Каталогом річок - 17 км), площа водозбірного басейну 77,9 км². Похил річки 1,3 м/км. Впадає у Іллю за 24 км від гирла.
Бере початок за 2,5 км на схід від смт Вільча. Спочатку тече на південь, далі різко зміінює напрям течії на східний. У селі Новий Мир† приймає свою єдину притоку (ліва) - Любоїзжа. Впадає у Іллю поряд із селом Стара Рудня†.